# Modernitat
|  | Per a altres significats, vegeu «Edat moderna». |

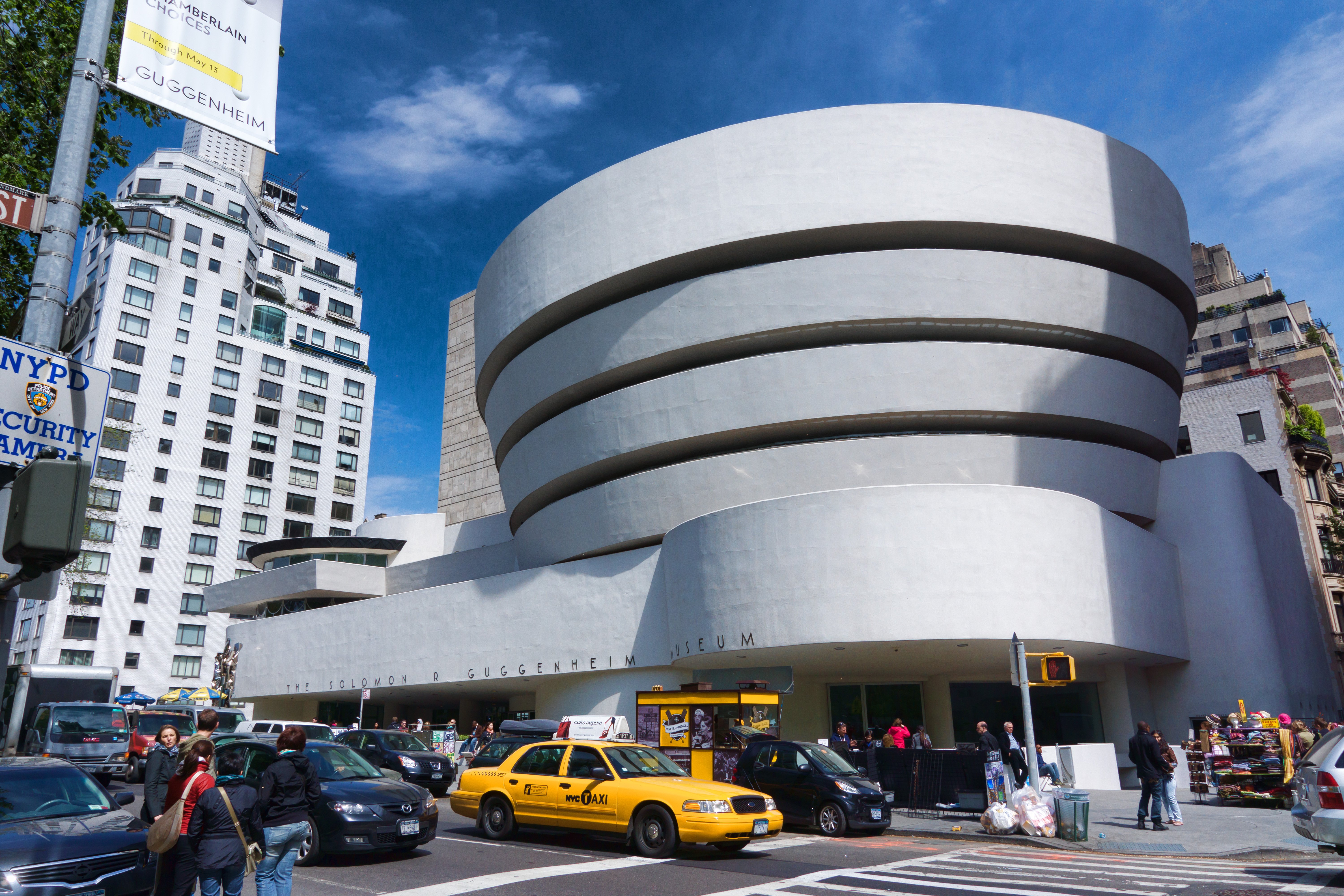
Frank Lloyd Wright, Museu Solomon Guggenheim que es va acabar de construir el 1959

La modernitat és un moviment tant filosòfic com artístic que va aparèixer a partir de les àmplies transformacions de la societat occidental a finals del segle xix i del segle xx. El moviment reflectia el desig de crear noves formes d'art, filosofia i organització social per mostrar un nou món industrial emergent, incloent-hi la urbanització, l'arquitectura, les noves tecnologies i la guerra. Els artistes van intentar apartar-se de les formes d'art tradicionals, que consideraven obsoletes. El poeta Ezra Pound, amb el manifest "Make it New", va ser la pedra de toc de l'enfocament que va prendre aquest moviment. En art, i específicament en arquitectura, cal distingir en català entre Modernisme i Modernitat (que en anglès rep el nom de Modernism).
Les innovacions de la modernitat incloïen l'art abstracte, la novel·la del corrent de consciència, el cinema de muntatge, la música àtona i dodecafoista, la pintura divisionista i l'arquitectura moderna. El moviment va rebutjar explícitament la ideologia del realisme i va fer ús de les obres del passat a través de la repetició, la incorporació, la reescriptura, la recapitulació, la revisió i la paròdia. La modernitat també va rebutjar que el pensament il·lustrat fos cert, i alguns modernistes també van rebutjar les creences religioses. Una característica notable de la modernitat és l'autoconsciència respecte a les tradicions artístiques i socials, que sovint portaven a l'experimentació amb la forma, juntament amb l'ús de tècniques que cridaven l'atenció sobre els processos i materials utilitzats en la creació d'obres d'art.
Mentre que alguns acadèmics consideren que la modernitat continua al segle XXI, d'altres indiquen que evoluciona cap al modernisme tardà o l'alt modernisme. La Postmodernitat és una sortida de la modernitat i rebutja els seus supòsits bàsics.

## Definició
Alguns autors defineixen la modernitat com una manera de pensar: una o més característiques definides filosòficament, com l'autoconsciència o l'autoreferència, que recorren totes les novetats de les arts i les disciplines. Més freqüents, especialment a Occident, són aquells que ho veuen com una tendència de pensament socialment progressista que afirma el poder dels éssers humans per crear, millorar i remodelar el seu entorn amb l'ajuda de l'experimentació pràctica, el coneixement científic o la tecnologia. Des d'aquesta perspectiva, la modernitat va afavorir repensar tots els aspectes de l'existència, des del comerç fins a la filosofia, amb l'objectiu de trobar allò que frenava el progrés per substituir-lo per noves vies d'arribar al mateix fi.
Segons Roger Griffin, la modernitat es pot definir com una àmplia iniciativa cultural, social o política, sostinguda per l'ethos de "la temporalitat d'allò que és". La modernitat va intentar restaurar, escriu Griffin, un "sentit d'ordre i propòsit sublims al món contemporani, contrarestant així l'erosió (percebuda) d'un "nomos" o "corpus sagrat" general sota l'impacte fragmentant i secularitzant de la modernitat". Per tant, fenòmens aparentment no relacionats entre si, com ara "l'expressionisme, el futurisme, el vitalisme, la teosofia, la psicoanàlisi, el nudisme, l'eugenèsia, l'urbanisme i l'arquitectura utòpica, la dansa moderna, el bolxevisme, el nacionalisme romàntic, i fins i tot el culte a l'autosacrifici que va sostenir l'hecatombe de la Primera Guerra Mundial: revelar una causa comuna i una matriu psicològica en la lluita contra la decadència (percebuda). Tots ells encarnen apostes per accedir a una "experiència suprapersonal de la realitat", en la qual els individus creien que podrien transcendir la seva pròpia mortalitat i, finalment, que havien deixat de ser víctimes de la història per convertir-se en els seus creadors.

## Història
El mandat de 'Fes-ho nou' de 1934, del poeta Ezra Pound, destacat introductor dels principis de la poesia modernista, és considerat la pedra angular de l'enfocament del moviment. El modernisme va rebutjar explícitament la ideologia del realisme artístic i va utilitzar les obres del passat emprant la represa i recapitulació en música o la reescriptura, la revisió i la paròdia. El modernisme també va rebutjar la certesa del pensament il·lustrat, i diversos modernistes també van rebutjar les creences religioses. Una característica notable del modernisme és l'autoconsciència respecte a les tradicions artístiques i socials, que sovint condueixen a l'experimentació amb la forma, juntament amb l'ús de tècniques sobre els processos i materials utilitzats en la creació d'obres d'art.
Mentre que alguns acadèmics aprecien que el modernisme continua en el segle xxi, uns altres el veuen evolucionant cap a l'art postmodern o l'alt modernisme. El postmodernisme s'aparta del modernisme i rebutja els seus supòsits bàsics.